# Carballo (La Coruña)
Carballo es un municipio español y capital de la comarca de Bergantiños, en la provincia de La Coruña, Galicia. 
Está situado entre Las Mariñas y la Costa de la Muerte. Tiene una buena situación geográfica, que le permite establecer fáciles comunicaciones con las principales ciudades de Galicia y disfrutar de la diversidad paisajística que configuran sus ríos. Esto es evidente entre el río Anllóns, y a través del espacio natural de Razo-Baldaio se asoma al océano Atlántico por uno de los puntos más occidentales de la península ibérica.
Su principal activo turístico y natural es la Praia de Razo-Baldaio. El arenal que conforma la costa entre Razo y Baldayo conforma una playa inmensa y salvaje de más de 5 kilómetros de longitud, convirtiéndose en la segunda playa más larga de Galicia, sólo por detrás de la Playa de Carnota (La Coruña). Además, está considerada uno de los paraísos surfistas de España. Cabe destacar que ambos arenales se encuentran en el entorno natural de Marismas de Baldaio, un particular ecosistema con una gran riqueza de flora y fauna, sobre todo en cuanto a aves se refiere.

## Historia

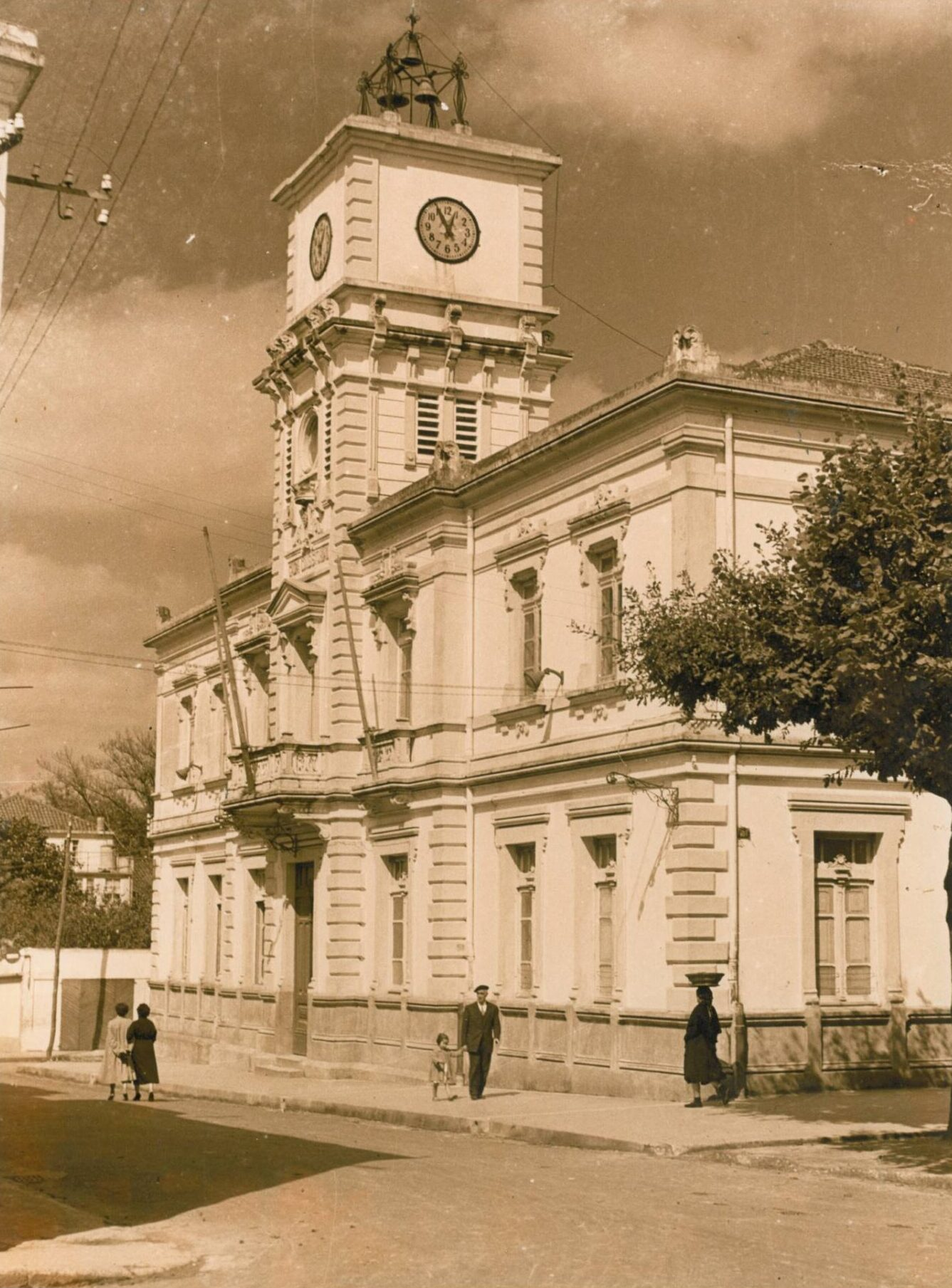
Antiguo ayuntamiento de Carballo

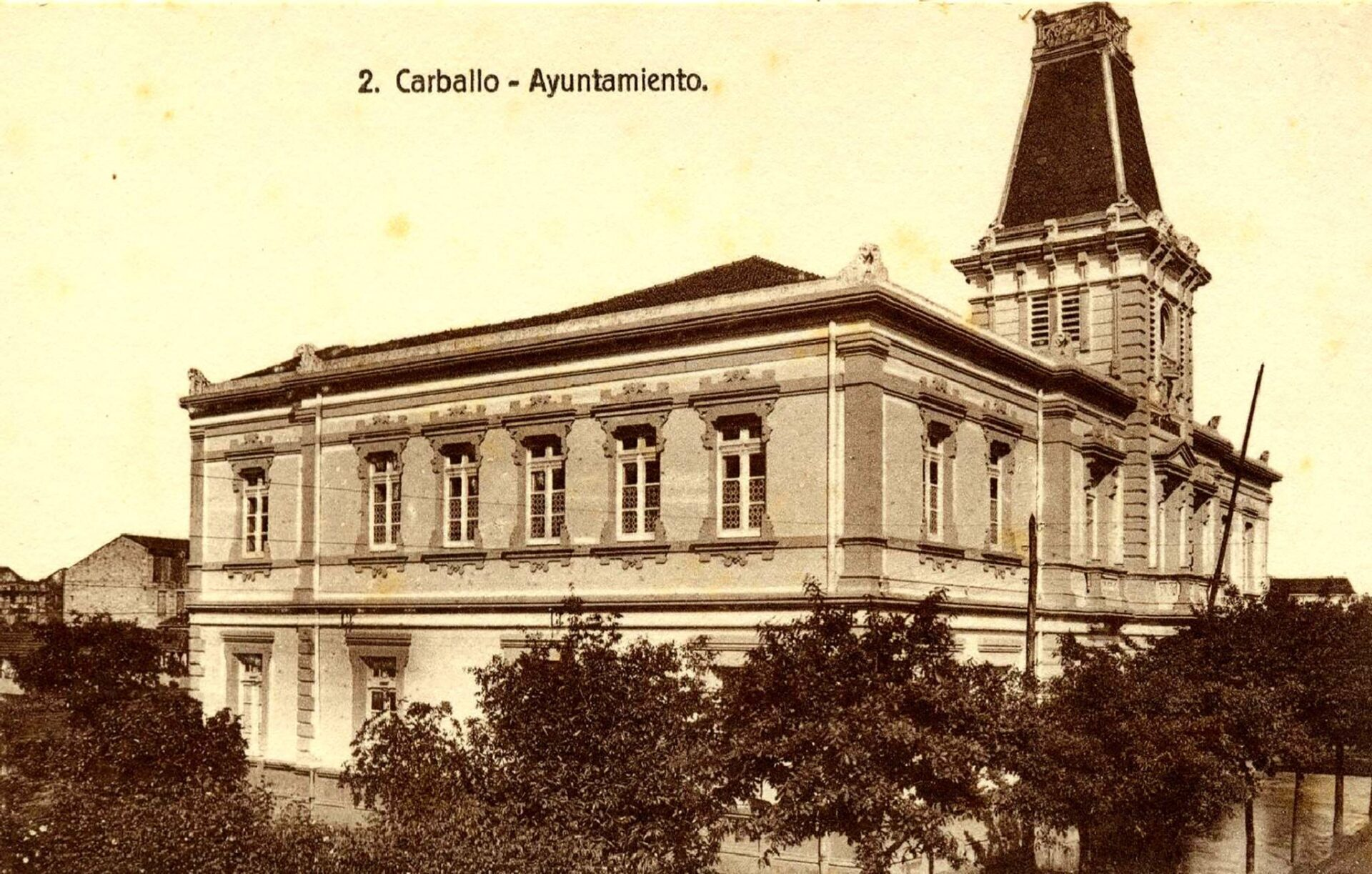
Ayuntamiento de Carballo construido en 1920

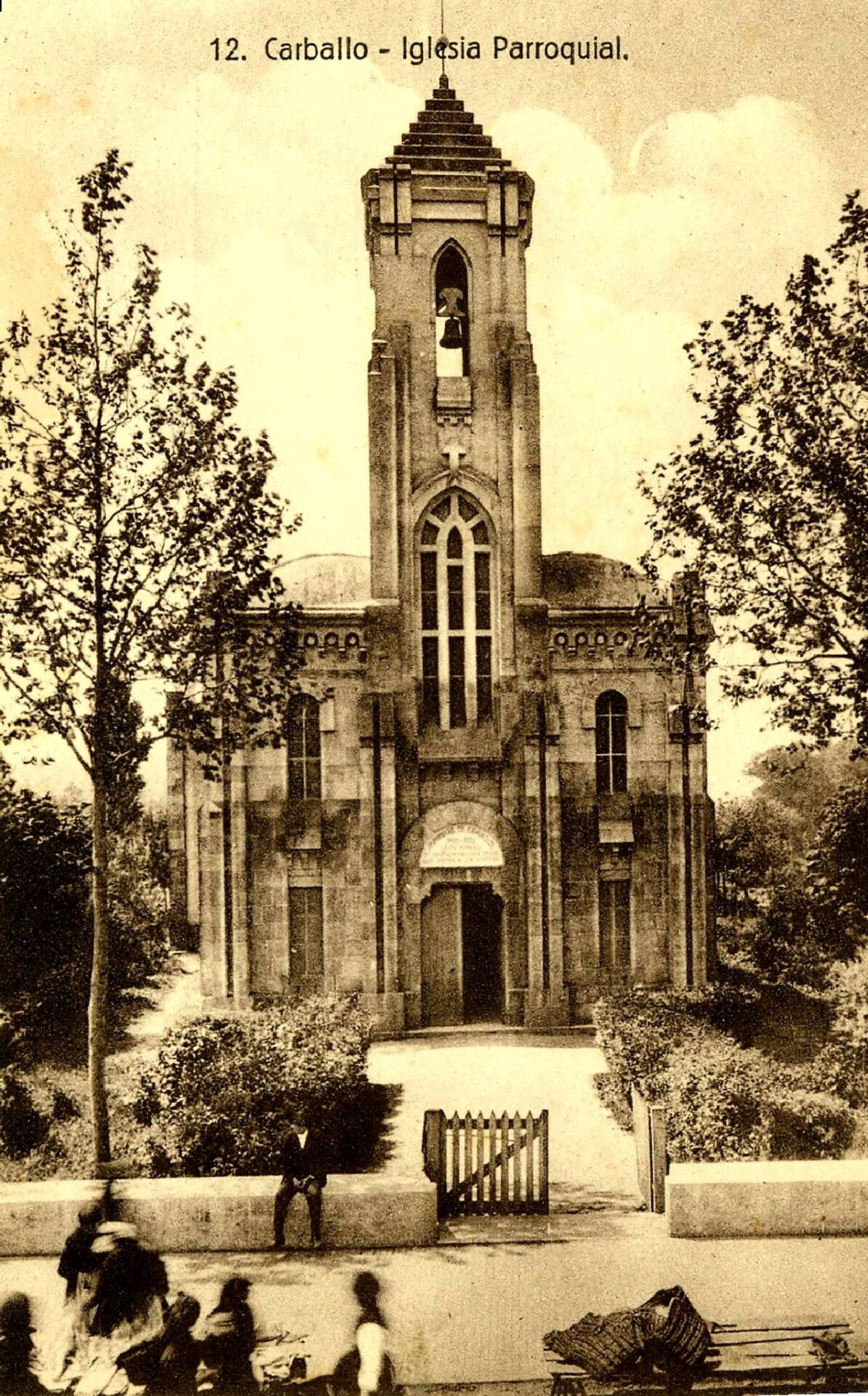
Iglesia de Carballo construida en 1927

Carballo estuvo poblado desde épocas muy remotas, lo cual demuestra su patrimonio artístico y los utensilios paleolíticos encontrados en yacimientos costeros en el Espacio Natural de Baldaio, que son expuestos en el Museo Arqueológico de La Coruña.
En las Brañas do Carregal (parroquia de Aldemunde) se encuentran los restos del dolmen de Pedra Moura, perteneciente a la cultura megalítica. También existen numerosos restos castreños de los que, a pesar de su conservación irregular, se puede deducir la elevada ocupación del territorio de esta zona durante la cultura castreña y parte de la Edad Media. Los estudios realizados indican que el nombre de la comarca, Bergantiños, podría tener su origen en la tribu celta de los brigantinos.
De la época romana quedan muy pocos restos arqueológicos. Destacan el castro de Torre Pardiñas, en Razo, en el que la influencia romana se percibe en su esquema defensivo, y especialmente el puente romano de Lubiáns, que formaba parte de la calzada romana Per Loca Maritima. Los restos que todavía se ven se supone que datan de la época medieval o del siglo XVIII.
Carballo también fue conocido desde la antigüedad por las propiedades medicinales de sus aguas sulfurosas conocidas como Baños Vellos, que todavía se explotan comercialmente hoy en día, tal y como lo demuestran los restos de una villa termal encontrada en el siglo XVIII. Sus propiedades medicinales están indicadas en afecciones respiratorias no específicas así como en problemas hormonales (hipotiroidismo, hipogonadismo).
El ayuntamiento de Carballo fue creado en el año 1836. En 1920 el arquitecto Julio Galán construyó la Casa Consistorial usada hasta 1974. En las décadas de 1920 y 1930 Carballo se modernizó ampliamente, siendo construidas escuelas y abriéndose plazas. Durante los años 1940, la explotación de wolframio inició una época de crecimiento que alcanzó su máximo auge a partir de los años 1960 y 1980, y durante el último tercio del siglo XX se produjo una amplia expansión urbanística.
Muchos carballeses añoran la iglesia antigua, derribada hace más de 40 años y levantada en 1927 a iniciativa del cardenal Martín Herrera, que dio nombre a la calle.
Una parroquia con fuerte personalidad propia es la de Rebordelos, perteneciente a la jurisdicción de Cayón durante toda la Edad Media y parte de la Moderna y constitutiva de ayuntamiento independiente hasta 1836. Existe una mámoa en la carretera que va a la playa de Pedra do Sal, un castro celta en el lugar de Costenla, varias casas señoriales en el de Vilar de Peres y la capilla de San Juan con su crucero en el de Leira. 
En el iglesario de Rebordelos se sabe de la presencia del Conde de Grajal y el Convento de San Agustín y de la familia de los Rodríguez-Arijón. La iglesia de San Salvador se ubica en el centro del lugar, con una calle que la circunda. El crucero a unos ciento cincuenta metros.
La parroquia de Rebordelos está bañada por el océano Atlántico, marismas de Baldaio, Pedra do Sal, playas de A Lapeira, Arnela y Leira, Puerto Loureiro y Pedra Furada, testigos de innumerables naufragios.

## Geografía

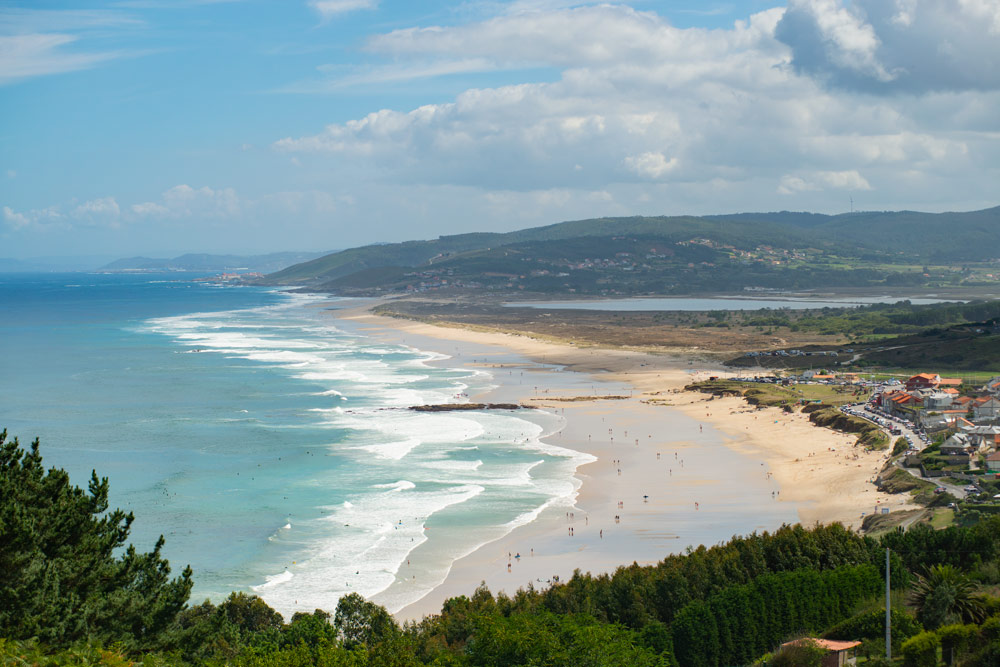
Praia de Razo-Baldaio

En el límite con el Malpica de Bergantiños está el Monte Neme, importante recurso natural donde se han encontrado restos arqueológicos pero que actualmente tiene residuos tóxicos de una explotación minera abandonada.

## Demografía
Carballo cuenta con una población de 31 595 habitantes (INE 2024).
| Gráfica de evolución demográfica de Carballo entre 1842 y 2021                                                      |
| |
| Población de derecho según los censos de población del INE Población de hecho según los censos de población del INE |

## Administración y política

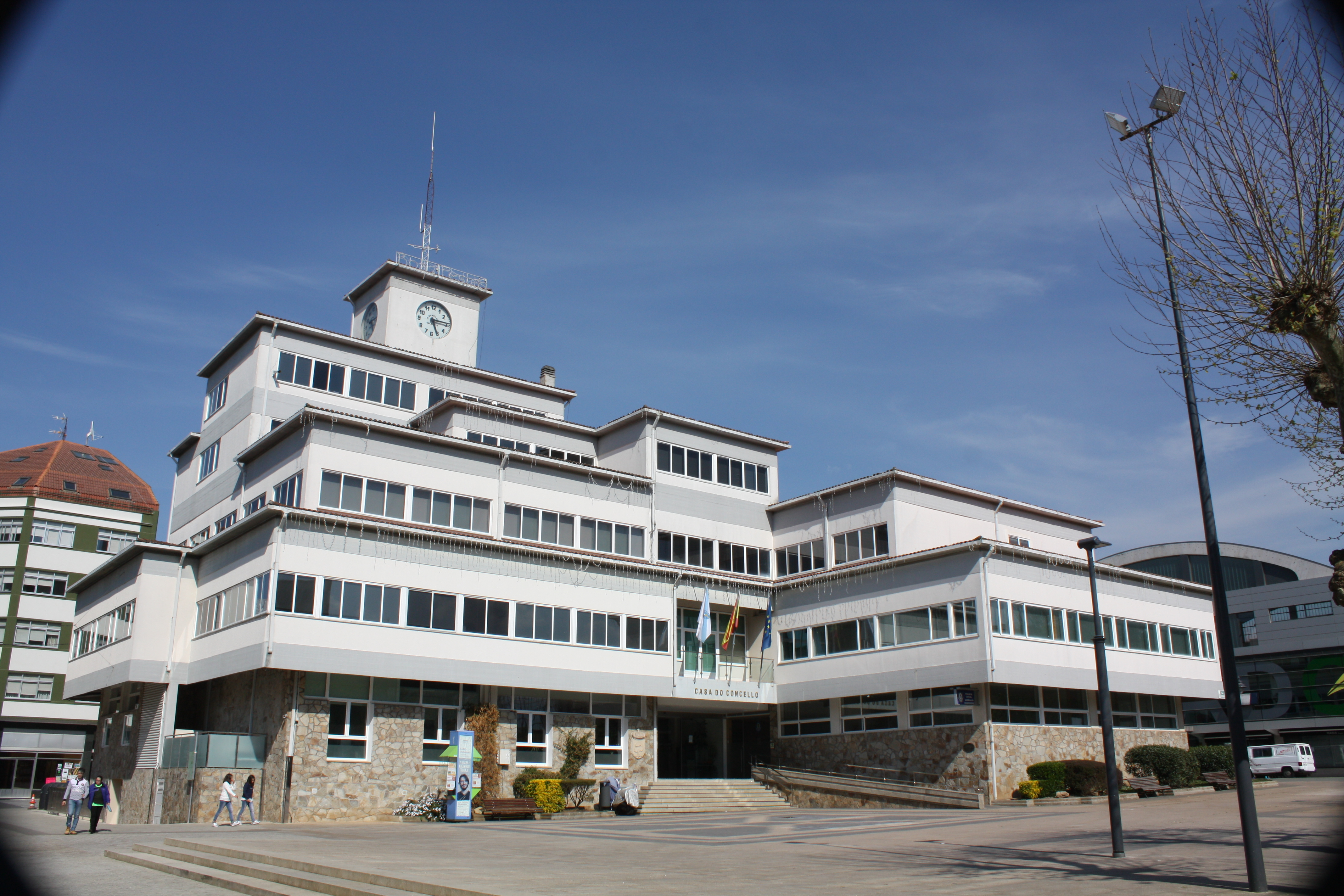
Ayuntamiento de Carballo

### Gobierno municipal
| Periodo   | Nombre                    | Partido | Partido                            |
| --------- | ------------------------- | ------- | ---------------------------------- |
| 1979-1983 | José Sánchez Vilas        |         | Unión de Centro Democrático (UCD)  |
| 1983-1987 | José Sánchez Vilas        |         | Coalición Popular (CP)             |
| 1987-1991 | José Sánchez Vilas        |         | Coalición Progresista Galega (CPG) |
| 1991-1992 | Manuel Varela Rey         |         | Independentes por Carballo (IPC)   |
| 1992-2003 | Manuel Varela Rey         |         | Partido Popular de Galicia (PPdeG) |
| 2003-act. | Evencio Ferrero Rodríguez |         | Bloque Nacionalista Galego (BNG)   |

| Partido político                                | 2023  | 2023  | 2023       | 2019  | 2019  | 2019       | 2015  | 2015  | 2015       | 2011  | 2011  | 2011       | 2007  | 2007  | 2007       |
| Partido político                                | %     | Votos | Concejales | %     | Votos | Concejales | %     | Votos | Concejales | %     | Votos | Concejales | %     | Votos | Concejales |
| Bloque Nacionalista Galego (BNG)                | 53,37 | 8019  | 13         | 51,63 | 8203  | 12         | 47,01 | 7512  | 11         | 44,08 | 7880  | 10         | 40,84 | 7545  | 9          |
| Partido Popular de Galicia (PPdeG)              | 28,67 | 4308  | 6          | 21,45 | 3409  | 4          | 23,45 | 3747  | 5          | 34,20 | 6114  | 8          | 25,35 | 4683  | 6          |
| Partido dos Socialistas de Galicia (PSdeG-PSOE) | 10,72 | 1611  | 2          | 14,89 | 2366  | 3          | 10,49 | 1676  | 2          | 8,52  | 1523  | 1          | 13,10 | 2420  | 3          |
| Terra Galega (TEGA)                             | —     | —     | —          | 9,62  | 1530  | 2          | 14,24 | 2275  | 3          | 11,07 | 1979  | 2          | 16,86 | 3115  | 3          |

### Organización territorial

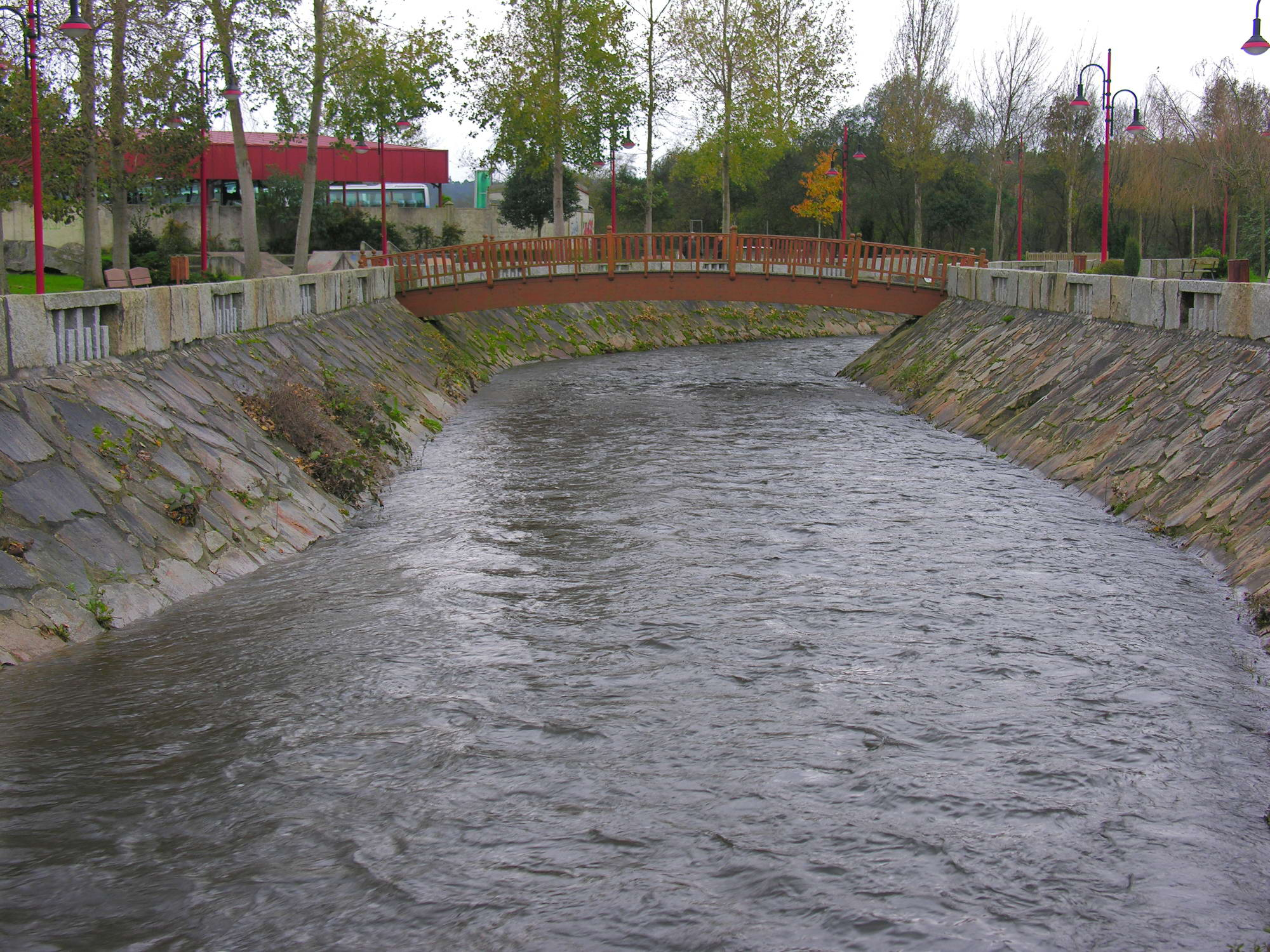
Parque del río Anllóns

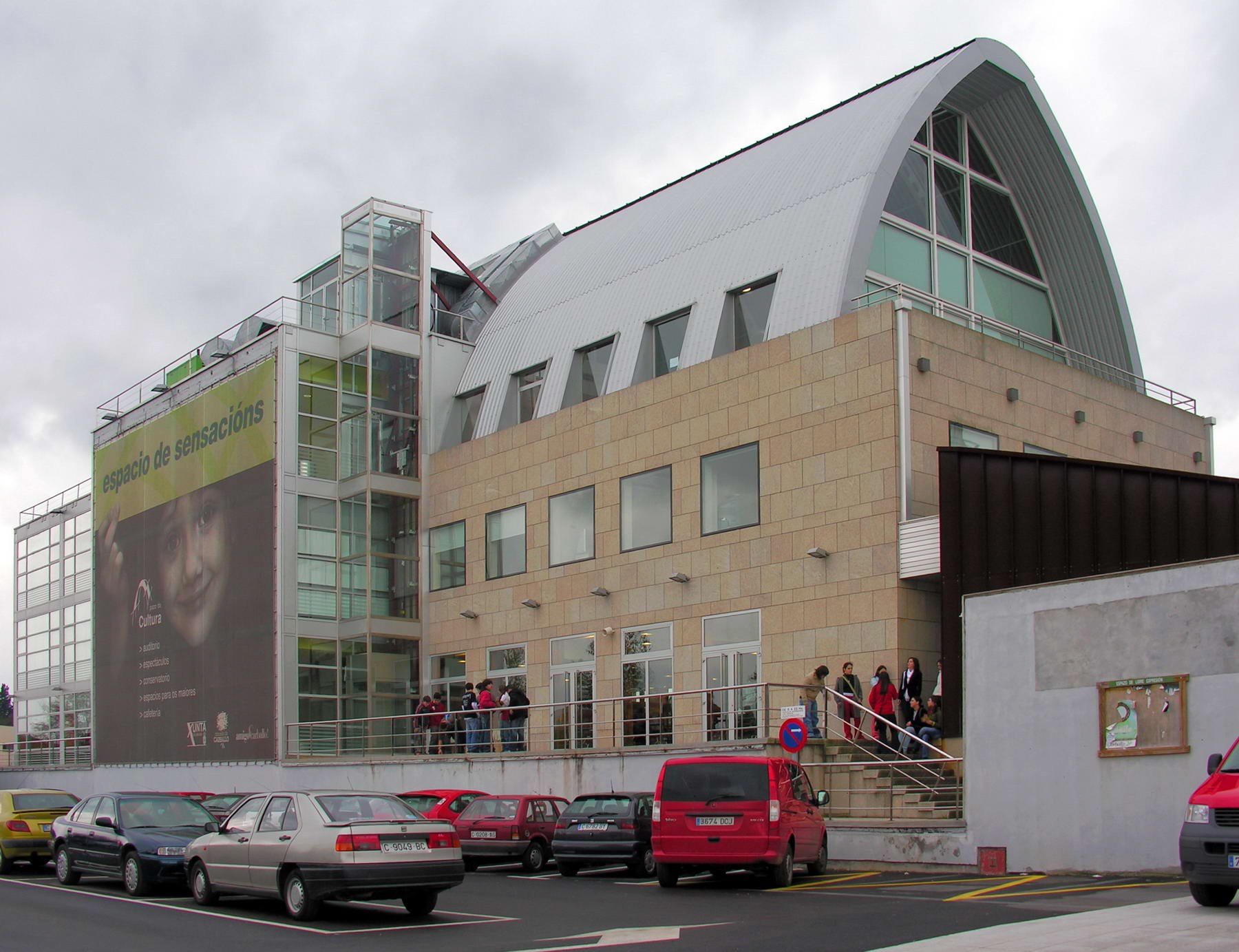
Palacio de la Cultura

Parroquias que forman parte del municipio:
- Aldemunde (Santa María Magdalena[12])
- Ardaña (Santa María)
- Artes (San Jorge[13])
- Berdillo (San Lorenzo[14])
- Bértoa (Santa María)
- Cances (San Martín[15])
- Carballo (San Juan[12])
- Entrecruces (San Ginés[16])
- Goyanes[10] (San Esteban[17])
- Lema (San Cristóbal[18])
- Noicela (Santa María)
- Oza (San Verísimo[19])
- Razo (San Martín[20])
- Rebordelos (San Salvador)
- Rus (Santa María)
- Sísamo (Santiago)
- Sofán (San Salvador)
- Vilela (San Miguel)

## Cultura

### Deporte
Carballo también es conocido por la multitud de disciplinas deportivas que practican sus habitantes. 
| Disciplina          | Entidad | Categorías                                                 | Competición                                    |
| ------------------- | --- | ---------------------------------------------------------- | ---------------------------------------------- |
| Artes marciales     | Gimnasio Chong | Taekwon-Do Tradicional - Defensa Personal - Hapki-Do       | Autonómica - Nacional - Internacional          |
| Atletismo           | Atletismo Carballo | Todas                                                      | Campeonato Gallego                             |
| Autocross           | Escudaría + Motor | Sénior                                                     | Campeonato España                              |
| Baloncesto          | Escola Basket Xiria Club Baloncesto Artai                                                                                      | Todas Casi todas                                           | Liga EBA Liga Gallega                          |
| Balonmano           | Escola Balonman Xiria | Todas                                                      | 1.ª Nacional                                   |
| Fútbol              | Bergantiños Fútbol Club Escuelas de Fútbol Luis Calvo Sanz Sociedad Deportiva Sofán Sociedad Deportiva San Lorenzo de Verdillo | Todas a partir de Infantil Todas Sénior Sénior y veteranos | 2ª RFEF 1.ª Alevín 3ª RFEF 2ª Autonómica       |
| Hockey              | Escola Lubiáns | Todas                                                      | Liga Gallega                                   |
| Salvamento          | SYSCA | Todas                                                      | Campeonato Gallego,Nacional, Europeo y Mundial |
| Natación y Triatlón | Agrupación Deportiva Fogar | Todas                                                      | Campeonato Mundial                             |
| Voleibol            | Xiria Volei | Casi todas                                                 | Liga Gallega                                   |
| Pádel               | 3D3Padel | Casi todas                                                 | Liga Gallega                                   |